# Треслер, Отто
Отто Треслер (нем. Otto Tressler, настоящее имя Отто Майер (Otto Mayer); 13 апреля 1871, Штутгарт — 27 апреля 1965, Вена) — немецко-австрийский актёр.

## Биография
Несколько лет Треслер учился в штутгартской гимназии Дильмана, затем работал в книжном магазине. Сначала играл на любительской сцене, затем в 1892 году стал профессиональным актёром и получил приглашение в придворный театр в Штутгарте и Немецкий театр в Берлине.
В 1896—1961 годах состоял в труппе Бургтеатера, на сцене которого сыграл в 383 ролях, в том числе Франца Моора в «Разбойниках», заглавные роли в «Клавиго», «Пер Гюнте» и «Гамлете», Мефистофеля в «Фаусте» и Фиеско в «Заговоре Фиеско в Генуе».
С 1914 года снимался в кино, где ему доставались роли высокопоставленных персон, и он исполнял как главные, так и второстепенные роли.
Треслер был дружен с эрцгерцогиней Марией Йозефой. Был женат четыре раза. В первом браке родилось трое детей, второй раз он женился на Элеоноре Кайль фон Бюндтен, с которой у него родились сыновья Дитер и Георг. В третий раз Треслер женился на актрисе Хильде Вагенер, в четвёртый — на Хильде Тоскани.
Сын Треслера Георг стал известным режиссёром, его внучка Мелани Треслер — актриса. Отто Треслер похоронен на венском Дёблингском кладбище рядом со своей последней супругой Хильдой.

## Фильмография
| - 1914: Zwei Freunde - 1918: Das Geheimnis des Goldpokals - 1921: Die Narrenkappe der Liebe - 1921: Dorothys Bekenntnis - 1921: Der Roman eines Dienstmädchens - 1921: Das Weib des Irren - 1921/22: Kinder der Finsternis - 1923: Pflicht und Ehre - 1926: Parkettsessel 47 - 1928: Красный круг — Der rote Kreis - 1930: Die Blumenfrau von Lindenau / Sturm im Wasserglas - 1933: Leise flehen meine Lieder - 1933: Wenn du jung bist, gehört dir die Welt - 1934: Die Insel - 1934: Abenteuer eines jungen Herrn in Polen - 1935: Эпизод — Episode - 1936: Молодые годы королевы — Mädchenjahre einer Königin - 1936: Das Hofkonzert - 1936: Sein letztes Modell - 1937: Gefährliches Spiel - 1938: Prinzessin Sissy - 1939: Ins blaue Leben | - 1939: Ich bin Sebastian Ott - 1939: Leinen aus Irland - 1941: Kameraden - 1942: Wien 1910 - 1942: Zwei glückliche Menschen - 1943: Жертвенный путь — Opfergang - 1943: Die schwarze Robe - 1943: Romantische Brautfahrt - 1944: Die Zaubergeige - 1948: Arlberg-Express - 1948: An klingenden Ufern - 1950: Kleiner Peter, große Sorgen / Stadtpark - 1951: Мария Терезия Maria Theresia - 1952: 1. April 2000 - 1953: Franz Schubert — Ein Leben in zwei Sätzen - 1954: Молодые годы королевы — Mädchenjahre einer Königin - 1955: Zwei Herzen und ein Thron / Hofjagd in Ischl - 1955: Сисси — Sissi - 1956: Сисси — молодая императрица — Sissi — Die junge Kaiserin - 1957: Wien, du Stadt meiner Träume - 1960: Geständnis einer Sechzehnjährigen |